# Мельсен, Моник
Моник Мельсен (люкс. Monique Melsen) — люксембургская певица, представительница Люксембурга на конкурсе песни Евровидение 1971 года.

## Карьера

### Начало
Моник Мельсен начала свою певческую карьеру в 1969 году после победы на конкурсе певцов Symphonie 69 в Эттельбрюке. В том же году были проданы её первые синглы — Moonlight и Happy End. В 1970 году вышел второй сингл.
С третьим синглом En frappant dans tes mains она завоевала первое место среди стран Бенилюкса на Гран-при RTL. Моник Мельсен участвовала в радиопередачах и телевизионных программах. Юная певица совершила свой первый зарубежный тур. Мельсен представляла Люксембург на фестивале Олимпийские песни в Афинах с песней La mer mon amie.

### Евровидение
Моник Мельсен победила на национальном отборе с Люксембурга на конкурс песни Евровидение 1971 года. С песней Pomme, pomme, pomme Мельсен заняла 13-е место с 70 баллами.

### После Евровидения
В 1972 году Мельсен была на фестивале песни в Португалии, а в 1973 году на фестивале песни в Болгарии. Благодаря различным песням и английскому языку, она укрепила свою международную популярность. Песня Maybe the morning вошла в немецкий хит-парад и была сыграна BBC.

## Популярность
С 1972 по 1974 год Моник Мельсен участвовала в поп-группе Family Tree, созданной Ральфом Зигелем. С этой группой она записала два альбома. После распада группы Мельсен основала рок-группу Cool Breeze в Люксембурге под руководством своего менеджера Феликса Шмитца.
Вместе с Cool Breeze, Моник Мельсен записала LP и сингл, представленные на Каннском музыкальном фестивале. В августе 1975 года группа распалась.
В 1985 году Мельсен появилась на Африканском концерте. Ей удалось присоединиться к группе джаз-рока What Shaw. В 1986 году она записала сингл вместе с группой. Однако, Моник Мельсен снова покинула группу.

## Настоящее время
В настоящее время, Мельсен можно увидеть в программе Cabarenert.

## Личная жизнь
В 1975 году, Моник Мельсен вышла замуж.